# Senat (Canada)
Senatul Canadei (în engleză Senate of Canada, în franceză Le Sénat du Canada) este membru al Parlamentului Canadei, împreună cu suveranul (reprezentat de guvernatorul general) și Camera Comunelor.
Senatul este format din 105 membri numiți de guvernatorul general la propunerea prim-ministrului. Locurile sunt alocate pe o bază regională. Cele patru mari regiuni au dreptul la douăzeci și patru de senatori. Acestea sunt: Ontario, Quebec, provinciile maritime și Canada occidental. Locurile Newfoundland și Labrador și ale Teritoriilor sunt alocate în afara celor patru regiuni. Senatorii rămân în funcție până la vârsta de 75 de ani.